# Amon (azienda)
Amon è stata un costruttore britannico di Formula 1. Scuderia fondata dal pilota neozelandese Chris Amon, rimasto senza volante per la stagione 1974, grazie ai finanziamenti di John Dalton.
La vettura, chiamata AF101, progettata da Gordon Fowell, si qualificò solo al Gran Premio di Spagna, abbandonando la corsa per un problema ai freni. Cercherà di qualificarsi in altri 4 Gran Premi (uno con al volante Larry Perkins); definita dal giornalista Franco Lini «complicata, originalissima» non fu sviluppata per mancanza di finanziamenti.

## Risultati in Formula 1
| Anno | Vettura | Motore            | Gomme | Piloti  |  |  |  |     |  |    |  |  |  |  |    |  |    |  |  | Punti | Pos. |
| ---- | ------- | ----------------- | ----- | ------- |  |  |  | --- |  | -- |  |  |  |  | -- |  | -- |  |  | ----- | ---- |
| 1974 | AF101   | Ford-Cosworth DFV | F     | Amon    |  |  |  | Rit |  | NP |  |  |  |  | NQ |  | NQ |  |  | 0     |      |
| 1974 | AF101   | Ford-Cosworth DFV | F     | Perkins |  |  |  |     |  |    |  |  |  |  | NQ |  |    |  |  | 0     |      |

| Legenda | 1º posto     | 2º posto | 3º posto    | A punti         | Senza punti/Non class.  | Grassetto – Pole position Corsivo – Giro più veloce |
| Legenda | Squalificato | Ritirato | Non partito | Non qualificato | Solo prove/Terzo pilota | Grassetto – Pole position Corsivo – Giro più veloce |